# Moustache (пісня)
«Moustache» — пісня французького гурту «Twin Twin», з якою він представляв Францію на пісенному конкурсі Євробачення 2014 у Копенгагені, Данія. У фіналі конкурсу пісня набрала 2 бали та посіла 26, останнє, місце.